# دیرمان‌داغ
دیرمان‌داغ (به لاتین: Dəyimandağ) یک منطقه مسکونی در جمهوری آذربایجان است که در شهرستان گدابیگ واقع شده است. دیرمان‌داغ ۳۳۵۹ نفر جمعیت دارد.